# Adam Page (Künstler)
Adam Page (* 1966 in Bedford) ist ein britischer Künstler, der in Deutschland lebt und arbeitet.

## Leben und Werk
Page studierte von 1986 bis 1989 am Loughborough College of Art & Design, anschließend an der Staatlichen Akademie der Bildenden Künste Karlsruhe. Page schloss sein Studium 1993 an der University of East London ab.
Page zog 1994 nach Dresden, wo er mit Künstlerin Eva Hertzsch (* 1965) von 1995 bis 1996 das Projekt Zwischenstation umsetzte. In einer ehemaligen Drogerie entstand ein „Experimentierraum für zeitgenössische Kunst und Architektur“, in dem sieben verschiedene Künstler bzw. Künstlergruppen für mehrere Wochen voneinander unabhängig und nacheinander Werke ausstellten und so den Raum auf unterschiedliche Weise bespielten. Es ergaben sich auf diese Weise auch unterschiedliche Nutzungsperspektiven für brachliegende Geschäfte in den neuen Bundesländern, was „eine lebhafte Debatte zwischen ArchitektInnen, KünstlerInnen und TheoretikerInnen um die widersprüchlichen Aufbauleistungen seit 1990 [provozierte]“. Zwischenstation sorgte für Aufmerksamkeit und führte zu einer Einladung Adam Pages, 1997 bei der documenta X auszustellen. Auf der Kunstschau in Kassel stellte Page das Werk V.I.P. Raum aus: „Die physische Existenz und Präzision eines gebauten Rahmens macht den beanspruchten Raum absolut und ist der Maßstab alles anderen. Sie grenzt Innen und Aussen, öffentlich und privat voneinander ab.“ Adam Page untersuchte hier, wie öffentlich der Öffentliche Raum eigentlich ist, wer ihn kontrolliert und auf welche Weise Gruppierungen ihn nutzen. 
Adam Page und Eva Hertzsch arbeiten regelmäßig zusammen. Das Duo lebt in Berlin und hat zwei Kinder. Das Aktionsfeld ihrer künstlerischen Arbeiten ist der öffentliche Raum. Sie betreiben seit 2000 den mobilen Informations- und Ausstellungskiosk info offspring. Ein weiteres gemeinsames Projekt ist Play ’n’ Win 44, ein mobiles Wettbüro. 2004 wurde ihnen ein Stipendium in der Villa Massimo in Rom zuerkannt.